# Nový Hradec Králové
Nový Hradec Králové (německy Neu Königgrätz) je katastrální území a současně místní část města Hradec Králové, která se nachází v jeho jihovýchodní části. K evidenční části Nový Hradec Králové patří i katastrální území Kluky. Je nejobydlenější místní část Hradce Králové a jde také o část nejrozsáhlejší, ačkoli je tvořena převážně lesy.
Působí zde komise místní samosprávy Nový Hradec Králové, ale pouze na vymezené části území, zbývající části Nového Hradce Králové spravují komise Moravské Předměstí – sever a Moravské Předměstí – východ, částečně také Třebeš a Malšovice.

## Historie

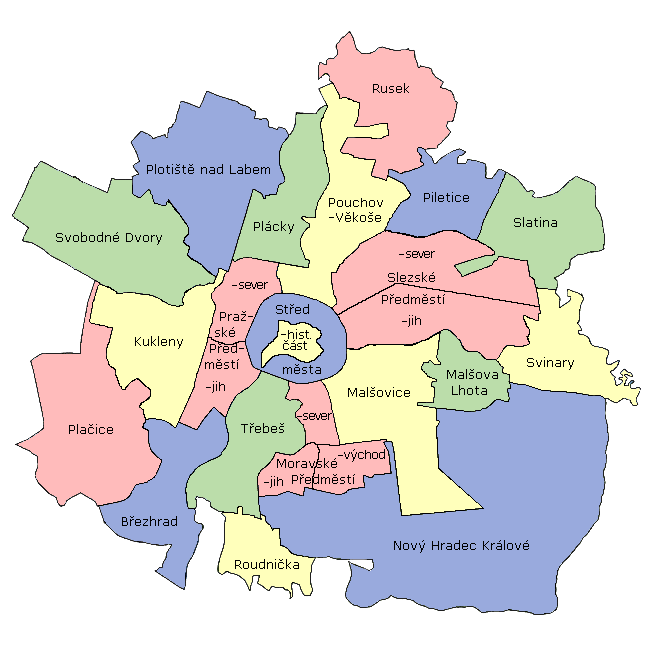
Územní působnost komise místní samosprávy Nový Hradec Králové v rámci města

V době, kdy bylo město Hradec Králové prohlášeno Josefem II. za pevnost, musela být zbourána všechna předměstí města. Obyvatelům zdejších domků byly nabídnuty nové lokality u nedalekého lesa, kde byl v letech 1766 až 1774 vystavěn Nový Hradec Králové s kostelem sv. Antonína Poustevníka. V roce 2016 si občané připomněli 250. výročí založení obce výstavou šesti panelů s vysvětlujícím textem a kopiemi historických obrazů a fotografií. Byl také vydán almanach.

## Poloha a charakteristika
Místní část Nový Hradec Králové se rozkládá na dvou katastrálních územích – kromě stejnojmenného katastru leží i na k. ú. Kluky. Cesta z centra města do původního Nového Hradce Králové vede přes novější, převážně panelákovou zástavbu, která je nazývána Moravské Předměstí, ačkoli patří už do místní části Nový Hradec Králové. Zástavba vlastní čtvrti i dřívější osady Kluky je tvořena převážně rodinnými domy, v centru původní obce se nachází kostel sv. Antonína Poustevníka. Naopak přímo k centru města přiléhá areál fakultní nemocnice. Největší část území Nového Hradce Králové ovšem tvoří vyhledávané Hradecké lesy. Kromě rozrostlého lesa zde lze najít několik rybníků, z nichž nejznámější je Biřička, dále Cikán a Datlík, v jehož blízkosti je rybník Roudnička.

## Městská doprava
Nový Hradec Králové je jedním z mála míst, kde je trolejbusová doprava opravdu plně využita. Jedná se totiž o převážně dlouhé ulice, kde mohou trolejbusy jet vysokou rychlostí. Na hlavní zastávku Nového Hradce Králové se lze dostat trolejbusy č. 1, 2 a 27, z čehož právě prvně jmenovaný trolejbus jednou za hodinu pokračuje motorovým pohonem na zastávky Domov U Biřičky a Kluky planetárium.

## Osobnosti
- Vilém Waldek - majitel zámečku
- Karel Hršel
- Augustin Eugen Mužík
- Václav Pacík
- Václav Michael Pešina, rytíř z Čechorodu
- Antonín Petrof
- František Pitaš
- Eduard Prašinger
- Václav Pultr
- František Rotter
- František Smotlacha
- Josef Strachota